# سوستر
سوستر (به فرانسوی: Souastre) یک کمون در فرانسه است که در پا-دو-کاله واقع شده‌است. سوستر ۷٫۲۴ کیلومتر مربع مساحت و ۳۳۷ نفر جمعیت دارد و ۱۳۹ متر بالاتر از سطح دریا واقع شده‌است.